# Viktor Frankl
Viktor Emil Frankl (Beč, 26. ožujka 1905. – Beč, 2. rujna 1997.) bio je austrijski neurolog, psiholog, filozof i osnivač logoterapije.

## Životopis
Rođen je u Beču 26. ožujka 1905. u obitelji Gabrijela i Elze Frankl. Uz redovno pohađanje gimnazije povremeno je slušao i predavanja iz psihologije. U mladosti je održavao pismenu korespondenciju s Freudom. Na kongresima psihologa u Düsseldorfu, Frankfurtu i Berlinu (1926.) drži predavanja na kojima razrađuje načela buduće logoterapije.
Početkom 1942. godine vjenčao se s Tilly Grosser. U rujnu je bio poslan skupa s roditeljima u logoru Theresienstadt u Češkoj. U Auschwitz je poslan 1944. godine skupa s majkom i ženom. Nakon toga su ga prebacili u Kaufering, a zatim u Türkheim. Oslobođen je 27. travnja 1945. godine. Postao je primarijus na neurološkoj poliklinici u Beču postaje 1946. godine.
Ponovno se oženio s Eleonorom Katarinom Schwindt. Habilitaciju iz neurologije i psihijatrije postiže 1948. godine te doktorat iz filozofije s disertacijom „Der unbewufite Gott. Psychotherapie und Religion”. Osnovao je austrijsko društvo za psihoterapiju.
Godine 1970. u San Diegu, u Kaliforniji, pri Međunarodnom Sveučilištu uvedena je katedra logoterapije te je utemeljen prvi Logoterapijski Institut na svijetu.

## Djela
- „Zašto se niste ubili? - Uvod u logoterapiju”
- „Bog podsvijesti”
- „Nečujan vapaj za smislom”
- „Liječnik i duša”

### Članci
- Puljić, Želimir. 2005. Franklova logoterapija – liječenje smislom. Vrhbosnensia. Univerzitet u Sarajevu – Katolički bogoslovni fakultet. Sarajevo. 14 (4–5): 885–902

## Vanjske poveznice
Ostali projekti
|  | Zajednički poslužitelj ima još gradiva o temi Viktor Frankl |
|  | Wikicitati imaju zbirke citata o temi Viktor Frankl         |